# Alain Robbe-Grillet
Alain Robbe-Grillet, född 18 augusti 1922 i Brest, Finistère, Bretagne, död 18 februari 2008 i Caen, Calvados, Normandie, var en fransk författare, litteraturteoretiker och filmskapare. 2004 invaldes han i Franska akademien (stol 32).

## Biografi
Robbe-Grillet var tillsammans med bland andra Nathalie Sarraute och Claude Simon en i raden av de franska författare som i mitten av 1950-talet anknöt till Prousts och Joyces romanexperiment. Dessa franska författare bildade en skola som kom att kallas den nya romanen (le nouveau roman). Robbe-Grillet som lade fram dess teoretiska idéer i boken Pour un noveaux roman har, mot sin vilja, blivit kallad "den nya romanens påve".
Redan i sin debutroman Les gommes (1953) hade Robbe-grillet tillämpat sina teorier, då han endast skildrar vad som sker och undviker intrig, tendens och personteckning. Ännu mer extrem var Le voyeur (1955, på svenska: Stenögon, 1957) och Jalusi (1957, översatt 1960), vars personer tycks sakna inte bara själsliv utan även identitet. I senare romaner som Rendez-vous i Hongkong (1965, översatt 1966) räknar han med läsarens medverkan för att nå sammanhang och begriplighet. 
Han skrev även filmmanus, bland annat till Alain Resnais I fjol i Marienbad och regisserade själv flera filmer.

## Romaner
- Un régicide (1949)
- Les gommes (1953)
- Le voyeur (1955) (Stenögonen, översättning Eva Alexanderson, Bonnier, 1957)
- La jalousie (1957) (Jalusi, översättning Eva Alexanderson, Bonnier, 1960)
- Dans le labyrinthe (1959) (I labyrinten, översättning Lorenz von Numers, Bonnier, 1962)
- La Maison de rendez-vous (1965) (Rendez-vous i Hongkong, översättning Gunnel Strömberg, Bonnier, 1966)
- Projet pour une révolution à New York (1970)
- Topologie d'une cité fantôme (1976)
- Souvenirs du Triangle d'Or (1978)
- Djinn (1981)
- La reprise (2001) (Omtagning, översättning Anders Bodegård, Bonnier, 2004)

## Urval av filmer
- I fjol i Marienbad (L'Année dernière à Marienbad) 1961
- Den odödliga (L’Immortelle) 1963
- Trans-Europ-Express 1966
- Eden and After (L’Èden et Après) 1970
- Gradiva (C'est Gradiva qui vous appelle) 2006